# Euphrasia schugnanica
Euphrasia schugnanica är en snyltrotsväxtart som beskrevs av Juzepczuk. Euphrasia schugnanica ingår i släktet ögontröster, och familjen snyltrotsväxter. Inga underarter finns listade i Catalogue of Life.